# Giorgio III Gurieli
Giorgio IV di Imerezia, noto anche col nome di Giorgio III di Guria o Giorgio III Gurieli (in georgiano გიორგი Vგურიელი?) (Kutaisi, ... – Rokiti, 1684), è stato re d'Imerezia (1681-1683) e principe di Guria (1669-1684).
Coinvolto nelle guerre civili della Georgia occidentale, venne ucciso in battaglia mentre tentava di riprendere il controllo del trono di Imerezia.

## Biografia

### L'ascesa
Giorgio era il primo figlio di Kaikhosro I, principe reggente di Guria. Dopo l'assassinio di suo padre, Giorgio e suo fratello Malakia lasciarono il paese alla ricerca di protezione da parte del pascià di Akhaltsikhe, con l'aiuto del quale riuscì a riprendere il controllo del trono di Guria dopo la morte di Demetrio Gurieli nel 1668. Secondo lo storico georgiano del XVIII secolo, Principe Vakhushti, Giorgio era "potente, coraggioso e superbo come guerriero, senzadio, sanguisuga e senza pietà come schiavista". Riuscì a combattere con successo gli abkhazi che razziavano le coste di Guria in più di un'occasione.

### Conflitti in Imerezia e Mingrelia
Nel 1672, Giorgio, riuscì a ottenere il supporto del pascià contro re Bagrat V d'Imerezia, con un occhio alla bellissima moglie del re Tamar, di cui Gurieli era segretamente innamorato. Bagrat venne sconfitto dai suoi alleati a Kutaisi e fatto prigioniero, ma rilasciato dopo che il pascià si convinse che prendere la fortezza di Kvara (dove Tamar si era rifugiata) fosse uno sforzo inutile. Bagrat prontamente si vendicò di Giorgio Gurieli, attaccando e razziando Guria in quello stesso anno. I due alla fine si riconciliarono; Giorgi sposò la figlia di Bagrat, Darejan, nel 1674 e gli offrì una possibilità quando Bagrat venne deposto in favore di Archil, figlio di Vakhtang V di Cartalia, nel 1678. Archil, successivamente, restaurò la moglie di Bagrat, un'imereziana femme fatale, al suo precedente marito Levan III Dadiani, Principe di Mingrelia. Gurieli invocò quindi i suoi legami col governo ottomano; il pascià di Erzurum giunse con le sue truppe ed aiutò Bagrat a reclamare la sua corona e sua moglie nel 1679. Il Dadiani sconfitto riuscì a mantenere il suo principato a spese di consegnare il suo unico erede Manuchar come ostaggio a Giorgio Gurieli. Alla morte di Levan nel 1680, le pretese di Gurieli sulla successione dei Dadiani vennero rigettate dai mingreliani. Giorgio quindi giustiziò Manuchar e tentò di assediare Mingrelia con la forza, ma non ebbe successo.

### Re d'Imerezia
Alla morte di re Bagrat nel 1681, Giorgio Gurieli ottenne l'opportunità di reclamare per sé la corona imereziana e la regina Tamar. Dal momento che l'unico erede sopravvissuto di Bagrat, Alessandro, figlio naturale avuto con una concubina, era ancora in ostaggio in Cartalia, Giorgio Gurieli venne installato dai nobili imereziani come loro re. Egli quindi divorzio dalla sua sposa bambina Darejan e illegalmente sposò sua suocera Tamar. In quello stesso anno, Giorgio fece un nuovo tentativo di assediare Mingrelia, ma il magnate mingreliano Giorgi Lipartiani fece sfumare il suo disegno ed installò invece il figlio naturale di Levan Dadiani, Levan IV.
Il re incestuoso perse ben presto l'appoggio degli imereziani. Nel 1683, su loro richiesta, il pascià di Akhaltsikhe convinse re Giorgio XI di Cartalia a rilasciare il figlio ormai accecato di Bagrat, Alessandro, dalla custodia in cui era tenuto, dal momento che il sultano ora lo appoggiava per essere proclamato sovrano in Imerezia. Giorgio Gurieli venne costretto a ritirarsi nella nativa Guria. L'anno successivo, fu questi a capeggiare una rivolta della nobiltà contro Alessandro, coinvolgendo Shoshita, Duca di Rach'a, i principi Lordkipanidze e Chijavadze, i nobili di Lechkhumi, e Giorgi Lipartiani, reggente di Mingrelia. Gurieli giunse con le sue truppe in Imerezia e devastò la venerata icona della Theotokos di Blachernae. Alessandro trovò invece supporto nei principi Abashidze (in particolare in Paata Abashidze) e Mikeladze. Nella sanguinosa battaglia di Rokiti, Gurieli venne sconfitto e ucciso. I suoi figli si portarono a Akhaltsikhe, mentre suo fratello Malakia venne nominato principe di Guria dal vittorioso re Alessandro.

## Famiglia
Giorgio Gurieli si sposò tre volte. Sposò la principessa Tamar, nata Chijavadze, nel 1667 e divorziò da lei nel 1677 per sposare Darejan, figlia di re Bagrat V d'Imerezia e della regina Tamar, figlia di Costantino I, principe di Mukhrani. Tamar Chijavadze si risposò poi col principe Katsia Chikovani e poi ancora con Giorgi-Malakia Abashidze. Nel 1681, Giorgio sposò sua suocera la regina Tamar.
Tutti i figli di Giorgio nacquero dal suo primo matrimonio con Tamar Chijavadze:
- Principe Kaikhosro II Gurieli (1669–1689), principe di Guria (1685–1689);
- Principe Mamia III Gurieli (m. 1714), principe di Guria (1689–1714);
- Principe Malakia;
- Principe Otia;
- Principessa N., probabilmente Tamar, seconda moglie di Simone d'Imerezia